# Eigelstein (Label)
Eigelstein war ein unabhängiges deutsches Musiklabel, das zwischen 1979 und 1988 in Köln existierte.

## Geschichte
Die Eigelstein Musikproduktion GmbH wurde 1979 von Wolfgang Hamm gegründet. Davor produzierte er unter dem Labelnamen Neue Welt bereits „politisch engagierte Musik“ – z. B. antifaschistische spanische Musik und Folklore aus Peru und Bolivien. Das Unternehmen beanspruchte, auf dem Label Eigelstein (und später dessen Schwesterlabel Riskant) „engagierte, eigenständige, originelle, realitätsbezogene Musik“ zu veröffentlichen. Als Produzent war neben Hamm unter anderem Büdi Siebert für das Label tätig.
Nachdem der Berliner Publizist Pit Mischke als A&R-Verantwortlicher 1979 nach Köln gezogen war, brachte Eigelstein unter anderem die BAP-Alben Wolfgang Niedecken’s BAP rockt andere kölsche Leeder (1979) und Affjetaut (1980) heraus, aber auch Aufnahmen der Hamburger Politrockgruppe Oktober, von Maren Kroymann, Juan José Mosalini und die Brokdorfer Kantate der Stuttgarter Gruppe Kernbeißer mit Texten von Peter Paul Zahl und Thomas Rabenschlag. 
1985 veröffentlichte das Label Aufnahmen des WDR, die im Dezember 1984 in einem wegen Reparaturarbeiten leeren Wasserspeicher (mit enormen Nachhallzeiten) entstanden waren: Vor der Flut; an dem Album waren Musiker unterschiedlicher Genres wie Dario Domingues, Conny Bauer, Pauline Oliveros, Christian Bollmann und der Kölner Saxophon Mafia beteiligt. Das bei Eigelstein veröffentlichte Debütalbum von Yarınistan, Vielleicht, erhielt den Preis der deutschen Schallplattenkritik. Weiterhin sang Geula Gal-Ed jiddische Lieder, begleitet vom Cologne Klezmer Project.
Das Label Riskant war für experimentellere Klänge vorgesehen. Dort veröffentlichten Cassiber, das Duo Heiner Goebbels / Alfred Harth, The Honeymoon Killers, Einstürzende Neubauten, Rolf Riehm und das Kölner Blasorchester Dicke Luft. Joachim Ernst Berendts Produktion Bertolt Brecht: Zeit wird knapp mit Goebbels/Harth und Dagmar Krause erschien ebenfalls dort; weltmusikalische Live-Aufnahmen vom SWF Jazz Meeting 1984 fanden sich dagegen im Katalog des Eigelstein-Labels.